# Karaté Kid (série télévisée d'animation)
Pour les articles homonymes, voir Karaté Kid.
Karaté Kid (The Karate Kid) est une série d'animation télévisée américaine inspiré de la série de films du même nom, diffusée en 1989 sur NBC.
Contrairement aux films, la série contient des éléments fantastiques et ne tourne plus autour des tournois de karaté.

## Synopsis
L'élève Daniel LaRusso et son mentor M. Miyagi ont délaissé les tournois de karaté, pour se lancer dans une quête d'aventures. Un talisman aux pouvoirs magiques a été volé à Okinawa, île natale de M. Miyagi. Avec l'aide Taki Tamurai, ils vont parcourir le monde pour la restituer,.

## Distribution

### Voix originales
Personnages principaux
- Joey Dedio : Daniel LaRusso
- Robert Ito : M. Miyagi
- Janice Kawaye : Taki Tamurai

Voix additionnelles
- Charlie Adler
- James Avery
- Michael Bell
- Darleen Carr
- François Chau
- Cam Clarke
- Townsend Coleman
- Danny Cooksey
- Jim Cummings
- E. G. Daily (non créditée)
- Debi Derryberry
- Linda Gary
- Ed Gilbert
- Billie Hayes
- Dana Hill
- Jerry Houser
- Katie Leigh
- Joey Miyashima
- Dyana Ortellí
- Rob Paulsen
- Diane Pershing
- Brock Peters
- Peter Renaday
- Neil Ross
- Kath Soucie
- John Stephenson
- Cree Summer
- Brian Tochi
- Tamlyn Tomita
- Marcelo Tubert
- Chick Vennera
- Betty Jean Ward
- Keone Young

### Voix françaises
VF par le studio Garcia Ktorza
- Patrick Delhalle : Daniel LaRusso
- Jo Doumerg : M. Miyagi
- Marie-Madeleine Burguet : Taki Tamurai
- Jacques Garcia : voix-off du générique
- Patrick Noérie : voix diverses

## Épisodes
1. Le masque maudit (My Brother's Keeper)[3]
2. Une grande victoire (The Greatest Victory)
3. Le retour au pays (The Homecoming)
4. L'étranger (The Tomorrow Man)
5. L'épée magique (All the World His Stage)
6. Le temple maya (The Paper Hero)
7. La fontaine écarlate (Over the Rainbow)
8. La pierre magique (The Return of the Shrine)
9. Le dieu du volcan (Walkabout)
10. Un jeu dangereux (East Meets West)
11. La baleine géante (The Hunt)
12. Une course folle (The Gray Ghosts)
13. La tornade verte (A Little World of His Own)

## Production

### Fiche technique
Sauf indication contraire, les informations mentionnées dans cette section peuvent être confirmées par la base de données cinématographiques IMDb,  présente dans la section « Liens externes ».
- Réalisateur : Larry Houston
- Scénario : Dan DiStefano, David Ehrman, Michael Maurer, Richard Merwin, Dorothy Middleton, Sean Roche, Matt Uitz, Chris Weber et Karen Willson, d'après les personnages créés par Robert Mark Kamen
- Musique : Haim Saban et Shuki Levy
- Directeur de l'animation : Katsumi Takasuga
- Animation : Dong Yang Animation
- Production : Larry Houston

Producteurs délégués : Andy Heyward, Robby London, Haim Saban et Jerry Weintraub
- Sociétés de production : DIC Entertainment, Saban Entertainment et Columbia Pictures Television
- Distribution : Sony Pictures Television, NCB TV, États-Unis)
- Format : couleur - 1.33:1 - 35 mm - son stéréophonique

## Sorties en vidéo
En France, Gaumont-Tristar édite la série en VHS en 1991.